# Hiperkarma
Hiperkarma – węgierski zespół rockowy, szczególnie popularny wśród węgierskiej młodzieży. Został założony w 2000 przez Róberta Bérczesiego. Logo zespołu to piktogram przedstawiający wyjście awaryjne.

## Skład zespołu
- Róbert Bérczesi – gitara, wokal
- Benedek Hámori – perkusja
- László Varga („Laca”) – gitara basowa
- Gyula Bacsa („FX”) – instrumenty klawiszowe
- Tibor Kis („Sztivi”) – gitara
- Péter Zaják – perkusja

## Dyskografia

### Albumy studyjne
- Hiperkarma (2000)
- Amondó (2003)
- Konyharegény (2014)
- Délibáb (2017)

### Maxi
- dob+basszus (2000)
- lidocain (2001)
- hiperkarma (2002)
- mitévő? (2003)